# フェデリーコ2世 (サルッツォ侯)

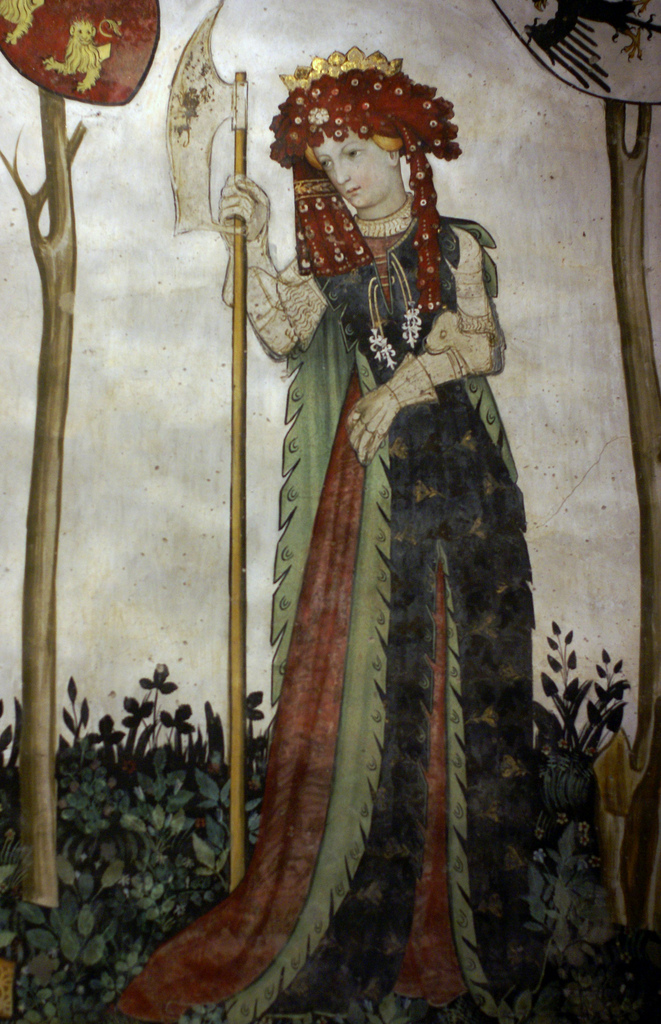
妃ベアトリス・ド・ジュネーヴ

フェデリーコ2世（イタリア語：Federico II, 1332年 - 1396年）は、サルッツォ侯（在位：1357年 - 1396年）。

## 生涯
フェデリーコ2世はサルッツォ侯トンマーゾ2世とガレアッツォ1世・ヴィスコンティの娘リッチャルダの息子である。1357年に父の跡を継いでサルッツォ侯となったが、1344年まで続いた祖父フェデリーコ1世（1336年没）および父トンマーゾ2世と大叔父マンフレード5世の間の内戦により、その地位は弱いものとなっていた。最終的に和平を結ぶため、フェデリーコ2世はマンフレード5世に対しいくつかの領地を譲ることで合意した。
フェデリーコ2世はサヴォイア家に対し臣下の礼を取ることを拒否したため、サヴォイア家との間で緊張が生じ、サヴォイア伯アメデーオ6世はバルジェおよびレヴェッロをフェデリーコ2世から取り上げた。そこでフェデリーコ2世は同盟者を求め、1360年2月26日にベルナボ・ヴィスコンティに対し敬意を表し、サヴォイア伯側についた弟たちを遠ざけた。フェデリーコ2世はピエモンテで敵に囲まれ、フランス宮廷に保護を求めるよりほかなかった。1375年4月、フェデリーコ2世はフランス王太子シャルルとの同盟を誓い、侯領の全てをシャルルに差し出した。また、1360年にフェデリーコ2世は、サヴォイア家と対立するユーグ・ド・ジュネーヴの娘ベアトリスと結婚した。
その後40年間、サヴォイア家に常に脅かされていたサルッツォ伯家はフランスの支援に頼り、アルプスの向こう側の争いに対する介入を求めるととなる。
1376年、フェデリーコ2世はパリに向かい、フランス王シャルル5世よりサヴォイア家との論争をパリ高等法院で解決すべきという裁可を得た。1384年、フェデリーコ2世はピエモンテにおけるナポリ女王ジョヴァンナ1世の遺産の一部の権利を主張し、ストゥーラ・ディ・デモンテの村のいくつかの領地を占領した。サヴォイア伯アメデーオ6世は1385年1月28日にカステッラールなどの町を併合した。
フェデリーコ2世はフランス王シャルル6世の息子で王太子のシャルル（1401年没）に対する臣従関係を更新した。サヴォイア伯アメデーオ7世はこれに抗議したが、フランス王妃イザボー・ド・バヴィエールおよび1392年以降フランスの外交を主導してきたオルレアン公ルイはフェデリーコ2世の主張を支持した。サヴォイア家との対立関係は続き、1394年にフェデリーコ2世の長男カルマニョーラ伯トンマーゾは敗北し、ピエモンテ領主アメデーオに捕らえられた。トンマーゾは約2年間トリノに拘留され、解放されるために20,000フローリン金貨を身代金として支払い、サヴォイア家に対し敬意を表さなければならなかった。1396年にフェデリーコ2世は死去し、トンマーゾが侯位を継承した。
フェデリーコ2世の治世は、サルッツォ侯がフランスに臣従する最初の第一歩であり、これが16世紀にガブリエーレが死去した後に侯領がフランスに併合されることにつながった。

## 結婚と子女
1360年にアントン領主ユーグ・ド・ジュネーヴの娘ベアトリスと結婚し、9子をもうけた。
- トンマーゾ3世（1356年 - 1416年） - サルッツォ侯
- アメデーオ（英語版）（1361年 - 1419年） - 枢機卿
- ピエトロ（1412年没） - リヨンの律修司祭、マンド司教
- ウーゴ - サンフロント、モルニー、モンレアーレおよびバスティードの領主。1391年にジョンキエール領主ベルトランとブロンド・アデマール・ド・グリニャンの娘マルグリット・ド・ボーと結婚。
- ロベルト - ドミニコ会修道士
- パウラ - ミッレージモ領主フランチェスコ2世・デル・カッレット（1385/6年没）と結婚、1388年にフラモンテ・デ・カルスと結婚
- ヴィオランテ - 1389年にポッレンツォ、ポカパーリア、サン・ヴィットーレおよびブライダ伯、ヴァル・ブレッビア侯アントニオ・デ・ポッリと結婚
- コンスタンツァ - スール領主と結婚、のちサンセール伯ジャン3世・ド・ブロワ（フランス語版）と結婚